# Briefe des Johannes
| Neues Testament |
| --- |
| Evangelien |
| - Matthäus - Markus - Lukas - Johannes |
| Apostelgeschichte |
| Paulusbriefe |
| - Römer - 1. Korinther - 2. Korinther - Galater - Epheser - Philipper - Kolosser - 1. Thessalonicher - 2. Thessalonicher - 1. Timotheus - 2. Timotheus - Titus - Philemon - Hebräer |
| Katholische Briefe |
| - Jakobus - 1. Petrus - 2. Petrus - 1. Johannes - 2. Johannes - 3. Johannes - Judas                                                                                                 |
| Offenbarung |

Die Briefe des Johannes zählen zu den Katholischen Briefen des Neuen Testaments der Bibel. Sie umfassen drei Bücher; der 1. Brief des Johannes ist eher eine theologische Abhandlung als ein Brief. Der 2. Brief des Johannes und der 3. Brief des Johannes sind die kürzesten Bücher des Neuen Testaments. Keiner dieser drei Briefe hat eine Verfasserangabe, sie sind also anonym verfasst. Sie sind einander sowie dem Evangelium nach Johannes in Stil und Theologie sehr ähnlich, so dass sie entweder demselben Verfasser – für die Alte Kirche war das der Apostel Johannes – oder einer johanneischen Schule zugeschrieben werden. Diese vier Schriften unterscheiden sich deutlich von der traditionell ebenfalls Johannes zugeschriebenen Offenbarung.

## Gemeinsamkeiten mit dem Johannesevangelium
Die drei Johannesbriefe und das Johannesevangelium zeigen eine Reihe von charakteristischen theologischen Übereinstimmungen. Diese verweisen entweder auf denselben Verfasser oder auf eine johanneische Schule.
Zu den übereinstimmend betonten Lehrpunkten gehören die Einheit von Vater und Sohn, die Fleischwerdung Jesu Christi, der Dualismus zwischen Gott und Welt, die Formulierung „aus Gott gezeugt sein“, das „Erkennen“ Gottes, das „Bleiben“ in Gott, Jesus, der Wahrheit und der Lehre, Wasser und Blut Jesu Christi, das Gebot der Liebe, die Formulierungen „aus der Wahrheit sein“ und „die Wahrheit erkennen“, die Formulierung „aus Gott sein“ sowie das Halten der Gebote.

## Adressaten
Der 1. Brief des Johannes lässt vermuten, dass er von heidenchristlichen Adressaten ausgeht, die wahrscheinlich Kontakt zu den jüdischen Traditionen hatten. Die Adressierungen des 2. und 3. Briefes des Johannes scheinen für eine genauere Identifizierung nicht geeignet. Der 2. Brief des Johannes richtet sich an eine  „auserwählte Herrin mit ihren Kindern“, was als Metapher für eine Gemeinde mit ihren Mitgliedern interpretierbar ist. Der 3. Brief des Johannes schließlich richtet sich an einen „Gaius“, also ein einzelnes Gemeindemitglied.

## Verfasserfrage
Die Frage nach dem Verfasser der drei Johannesbriefe ist sehr umstritten. Konservative Ausleger betonen die überwiegende Tradition der Kirchenväter, die im Evangelisten Johannes den Verfasser der drei Briefe sehen. Sie stützen ihre Meinung u. a. auf die inhaltlichen und stilistischen Übereinstimmungen der drei Johannesbriefe und des Johannes-Evangeliums.
Andere Ausleger unterscheiden zwischen dem Autor des Johannes-Evangeliums und dem der Johannesbriefe, wobei sie annehmen, dass die drei Johannesbriefe vom selben Autor verfasst wurden. In jüngerer Zeit neigen mehrere Ausleger dazu, auch bei den drei Johannesbriefen von verschiedenen Autoren auszugehen. Die unterschiedliche Stilform bei den Johannesbriefen – siehe weiter unten – führte zur Vermutung, der 1. Johannesbrief sei nicht vom selben Autor verfasst worden wie die beiden anderen Briefe.
Folgende allgemeine Beobachtungen zu den drei Johannesbriefen spielen bei der Frage nach der Verfasserschaft eine Rolle:
- In keinem der drei Briefe findet sich eine eindeutige Verfasserangabe. Das ist bei den neutestamentlichen Briefen sonst nur noch beim Hebräerbrief der Fall. Im 2. und 3. Johannesbrief findet sich als Verfasserangabe nur ο πρεσβύτερος (der Ältere oder der Alte). Im 1. Johannesbrief findet sich keine Verfasserangabe.

- 2. und 3. Johannesbrief weisen den klassischen Aufbau antiker Briefe auf mit Einleitung, superscriptio, adscriptio und salutatio und Briefschluss mit Schlussgrüßen. Der 1. Johannesbrief folgt einem anderen Aufbauschema.[5]

- Der 1. Johannesbrief hat den Aufbau eines Traktates, einer Abhandlung. Thema: Über die Botschaft vom Leben (griech. peri tu logu tes zoes, 1. Joh. 1,1). Der erste Johannesbrief könnte als Promotionsschrift zum Evangelium nach Johannes geschrieben worden sein.[6]

Neben dem Evangelisten Johannes wird von verschiedenen Auslegern auch der sog. Presbyter Johannes als Verfasser für zumindest den 2. und 3. Johannesbrief angeführt. Er wird in einer Notiz von Papias von Hierapolis etwa 130 n. Chr. erwähnt. Das würde sich – nach Meinung dieser Ausleger – mit der in den beiden kleinen Briefen erwähnten Verfasserangabe decken.

## Reihenfolge der drei Briefe
Über die Beziehungen der drei Briefe untereinander und zum Johannes-Evangelium gibt es verschiedene Meinungen. Dabei werden die beiden kleinen Johannesbriefe, ähnlich wie bei der Verfasserfrage, als zusammengehörig angesehen und zeitlich nahe zueinander gestellt. In der Äußerung „Ich habe der Gemeinde geschrieben“ (3 Joh 9 ) sehen viele einen Bezug auf den 2. Joh, den sie deshalb als früher geschrieben annehmen.
Der 1. Joh wird von manchen vor den beiden anderen Briefen angesetzt, mit der Begründung, dass diese auf dem 1. Joh aufbauen. Andere setzen den 1. Joh später an und begründen das u. a. damit, dass die beiden kleinen Briefe vom Presbyter Johannes verfasst wurden, den sie als Gründer der johanneischen Schule betrachten. Der 1. Joh wäre damit die Schrift eines Schülers des Presbyters.
Mitunter wird die gleichzeitige Versendung der drei Johannesbriefe, an denselben Adressatenkreis, vermutet. Luke Timothy Johnson begründet das folgendermaßen: Die beiden kleinen Briefe wären sonst kaum aufbewahrt worden. Der 3. Johannesbrief war ein Empfehlungsbrief an Gaius, und zwar für Demetrius, den Johnson als Überbringer aller drei Briefe ansieht. Der 2. Johannesbrief sollte der ganzen Versammlung vorgelesen werden, als Einführung zum dann ebenfalls vorzulesenden 1. Johannesbrief, der eigentlich eine Homilie ist und dem die Merkmale eines Briefes fehlen.

## Datierung
Die Meinungen über die Abfassungszeit der drei Johannesbriefe erstrecken sich über einen Zeitraum von ungefähr 50 bis 110 n. Chr.; manche Theologen verzichten ganz auf einen Datierungsversuch. Vertreter einer Frühdatierung sind John A. T. Robinson, der diese drei Briefe auf „ca. 60–65“ datierte, oder Klaus Berger, der sie auf 50 bis 56 n. Chr. ansetzt. Dagegen nimmt die verbreitete NT-Einleitung von Udo Schnelle die Jahre von 90 bis 95 n. Chr. an.
Als Abfassungsort aller drei Briefe wird meistens Ephesus vermutet.